# Шестое июля
«Шесто́е ию́ля» — советский полнометражный чёрно-белый историко-революционный художественный фильм режиссёра Юлия Карасика, снятый по одноимённой пьесе Михаила Шатрова на киностудии «Мосфильм» в 1968 году. Выпуск фильма был приурочен к 100-летию со дня рождения Ленина.
Фильм основан на реальных исторических событиях и посвящён 50-летней годовщине подавления большевиками левоэсеровского мятежа, произошедшего в Москве во время Гражданской войны.

## Сюжет
1918 год. В России идёт Гражданская война и интервенция, всюду голод и разруха. 4 июля в Москве открывается V Всероссийский съезд Советов рабочих, крестьянских, красноармейских и казачьих депутатов. В рядах революционеров начинается раскол. Левые эсеры делают попытку вырвать власть из рук большевиков. По требованию фракции левых эсеров, к депутатам обращается с пламенной речью представитель подпольного украинского крестьянского съезда Александров. Он призывает собравшихся голосовать за отказ от позорного Брестского мирного договора.
После выступления Ленина, доказывающего невозможность в условиях катастрофической нехватки сил вести войну с Германией, большинством голосов съезд принимает резолюцию фракции большевиков, одобряющую деятельность Совнаркома.
6 июля Центральный комитет Партии левых эсеров собирается на экстренное заседание. Для разрыва неприемлемого, с их точки зрения, договора принимается решение о физическом устранении германского посла графа Мирбаха.
Убийство посла служит знаком к началу восстания. Одно за другим в руках нападавших оказываются здания важнейших городских служб. На сторону мятежников переходят некоторые находившиеся в Москве воинские части. Арестованы Дзержинский и Лацис. Из Ярославля приходит сообщение о мятеже, возглавляемом Савинковым.
К вечеру, используя последние резервы, большевики отправляют делегатов съезда в трудовые коллективы для массовой агитации и организации защиты города. Всем предельно ясно, что для эффективного противодействия нужны не слабо обученные добровольцы, а организованная военная сила.
На рассвете в город вступают части Латышской стрелковой дивизии. Миссия Данишевского, отправленного на переговоры, завершилась успешно. После нескольких часов тяжёлых боёв левоэсеровский мятеж подавлен.
9 июля 1918 года V Всероссийский съезд Советов рабочих, крестьянских, красноармейских и казачьих депутатов восстанавливает свою работу.

## В ролях
- Юрий Каюров — Ленин
- Владимир Татосов — Свердлов
- Василий Лановой — Дзержинский
- Борис Рыжухин — Чичерин
- Георгий Куликов — Бонч-Бруевич
- Владимир Самойлов — Подвойский
- Алла Демидова — Мария Спиридонова, лидер партии левых эсеров
- Иван Соловьёв — Андрей Колегаев, член ЦК партии левых эсеров
- Армен Джигарханян — Прош Прошьян, член ЦК партии левых эсеров
- Николай Волков — граф Вильгельм Мирбах, немецкий посол
- Вячеслав Шалевич — Яков Блюмкин, начальник секретного отдела ВЧК, левый эсер
- Владимир Горелов — Николай Горбунов, секретарь Ленина
- Родион Александров — Анатолий Луначарский
- Юрис Плявиньш — Карл Данишевский
- Харий Лиепиньш — Иоаким Вацетис
- Роман Хомятов — Михаил Фрунзе
- Нина Веселовская — Инесса Арманд
- Евгений Буренков — Карпов, делегат съезда
- Леонид Марков — Александр Цюрупа
- Юрий Назаров — Вячеслав Александрович, левый эсер, заместитель Дзержинского
- Сергей Плотников — А. П. Александров, представитель подпольного украинского крестьянского съезда
- Андрей Крюков — Донат Черепанов, член ЦК партии левых эсеров
- Зиновий Высоковский — член ЦК партии левых эсеров
- Григорий Острин — Борис Камков, член ЦК партии левых эсеров
- Александр Январёв — Дмитрий Попов, командир конного отряда ВЧК, левый эсер
- Сергей Десницкий — член ЦК партии левых эсеров
- Геннадий Барков — Юрий Саблин, военный комиссар Московского района
- Олег Мокшанцев — Яков Петерс
- Леонид Евтифьев — Абрам Беленький, помощник Дзержинского
- Улдис Пуцитис — Мартын Лацис
- Александр Ширвиндт — Лев Карахан
- Борис Химичев — телеграфист
- Виллор Кузнецов — чекист Хрусталев, сопровождавший Дзержинского в отряд Попова
- Виктор Шульгин — Павел Мальков, комендант Кремля
- Рогволд Суховерко — делегат съезда
- Хайнц Браун — доктор Курт Рицлер, советник германского посольства
- Герман Коваленко — Николай Абельман, делегат съезда
- Леонид Надеждин — Андрей Бубнов
- Михаил Селютин — Федор, матрос из отряда Попова

## Съёмочная группа
«В 1968 году фильм „Шестое июля“ должен был ехать на кинофестиваль в Карловы Вары. А в то время в Чехословакии шла так называемая бархатная революция. Перед отправлением этот фильм — о восстании левых эсеров в Москве — посмотрел Брежнев и сказал: „Пусть посмотрят и поймут, что их ожидает…“ В итоге, мы получили Приз журналистики за точное изображение исторической личности».
- Автор сценария — Михаил Шатров
- Постановка Юлия Карасика
- Режиссёр — Н. Орлов
- Главный оператор — Михаил Суслов
- Художник-постановщик — Борис Бланк
- Композитор — Альфред Шнитке

## Награды
- 1968 — специальная премия международного жюри авторов фильмов на XVI Международном кинофестивале в Карловых Варах (ЧССР) — за правдивое, драматическое отражение важнейших исторических событий[2].
- 1970 — диплом Государственного комитета СССР по кинематографии и Союза кинематографистов СССР на IV Всесоюзном кинофестивале (ВКФ) в Минске — за идейно-художественные достоинства и большой успех у зрителей фильма[2].

## Мнения
«…Фильм был отличным, — по мнению Владимира Хотиненко (в 2020): — Юрию Каюрову удалось, не выходя за рамки общеизвестных фактов, создать принципиально новый образ [Ленина]».